# کوفیلد (کارولینای شمالی)
کوفیلد (به انگلیسی: Cofield) شهری در ایالت کارولینای شمالی کشور ایالات متحده آمریکا است که جمعیت آن در سرشماری سال ۲۰۱۰ میلادی، ۴۱۳ نفر بوده‌است.